# Rhopalomeris carnifex
Rhopalomeris carnifex är en mångfotingart som först beskrevs av Pocock 1887.  Rhopalomeris carnifex ingår i släktet Rhopalomeris och familjen klotdubbelfotingar. Utöver nominatformen finns också underarten R. c. pallida.